# سورين نوردين
سورين نوردين (بالسويدية: Sören Nordin)‏ هو سائق سباق سويدي، ولد في 5 سبتمبر 1917 في Hudiksvall Municipality ‏ في السويد، وتوفي في 6 سبتمبر 2008.